# Haworthia transiens
Haworthia transiens és una espècie del gènere Haworthia de la subfamília de les asfodelòidies.

## Descripció
Haworthia transiens és una suculenta sense tija amb rosetes solitàries i prospera lentament de fins a 5 cm de diàmetre. Les fulles són carnoses i de color verd clar, tornant-se de color marró vermellós a ple sol. Les fulles són rodones de fins a 2,5 cm de llargada, cadascuna amb 8 a 10 ratlles longitudinals, marges finament dentats i una zona translúcida punxeguda a prop de la punta. Les flors són de color blanca rosa pàl·lid amb venes de color verd marronós i apareixen des de finals de primavera fins a principis d'estiu en una inflorescència de fins a 20 cm d'alçada.

## Distribució
Haworthia transiens creix a la província sud-africana del Cap Oriental, entre Baviaanskloof i Langkloof.

## Taxonomia
Haworthia transiens va ser descrita per (Poelln.) M.Hayashi i publicat a Haworthia Study 3: 13, a l'any 2000.
Etimologia
Haworthia: nom en honor del botànic britànic Adrian Hardy Haworth (1767-1833).
transiens: epítet llatí que vol dir "passar o passar per sobre".
Sinonímia
- Haworthia planifolia var. transiens Poelln. (Basiònim|Sinònim reemplaçat)
- Haworthia cymbiformis var. transiens (Poelln.) M.B.Bayer[5]